# Burathema
Burathema és un gènere monotípic d'arnes de la família Crambidae. Conté només una espècie, Burathema divisa, que es troba a Borneo.